# عمر سالم
عمر سالم : هو سياسي مصري ووزير الشئون القانونية و شئون مجلسي الشعب و الشورى ، بعد تعديل وزاري في حكومة هشام قنديل مطلع 2013 ، و لد سالم بقرية الشيخ زياد بمركز مغاغه محافظة المنيا ، و هو أستاذ القانون الجنائي بجامعة القاهرة ، و حاصل على الدكتوراه في القانون الجنائي ، وعميد كلية الحقوق بجامعة القاهرة.